# Behåll oss, Herre, vid det hopp
Behåll oss, Herre, vid det hopp är vers 5 i psalm nummer 7 Oändlige, o du vars hand av  Johan Olof Wallin i 1819 års Psalmbok. Hela psalmen har fem verser och bygger på konung Davids psaltarpsalm nr 90 i Bibeln. Missionsförbundet valde ofta att presentera en vers, som här, ur kända psalmer i den svenska psalmboken.

## Publicerad i
- 1819 års psalmbok som nr 7 vers nr 5 i psalmen Oändlige, o du vars hand under rubriken "Guds väsende och egenskaper".
- Svenska Missionsförbundets sångbok 1920 som nr 778 vers nr 5 i psalmen Oändlige, o du vars hand under rubriken "Slutsånger".